# Choummaly Sayasone

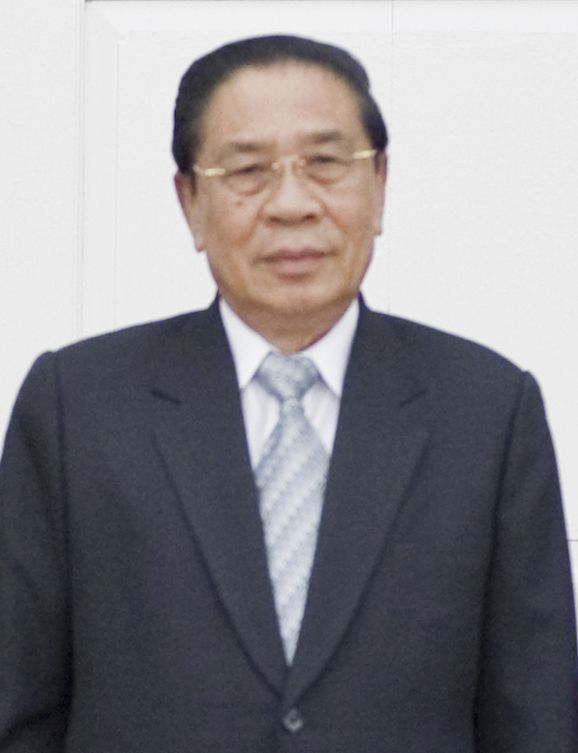
Choummaly Sayasone

Choummaly Sayasone (Laotiaans: ຈູມມະລີ ໄຊຍະສອນ) (Attapeu, 6 maart 1936) is een Laotiaans politicus. Van 2006 tot 2016 was hij de 5e president van Laos. Hij werd op het achtste partijcongres op 21 maart 2006 gekozen en volgde daarmee Khamtai Siphandon op. Sayasone is lid van de Laotiaanse Revolutionaire Volkspartij.
Sayasone was vicepresident van 2001 tot en met 2006. Daarvoor was hij minister van Defensie.